# Juan Pascual Pringles
Juan Pascual Pringles (San Luis, 17 maggio 1795 – Chañaral de las Ánimas, 19 marzo 1831) è stato un militare argentino.

## Biografia
Nato a San Luis, tra il 1811 ed il 1814 visse a Mendoza dove lavorò come commerciante salvo poi arruolarsi nella locale milizia. Nel 1819 Pringles si distinse nella repressione di una rivolta causata da un nutrito gruppo di prigionieri realisti spagnoli a San Luis.
Inquadrato nei granatieri a cavallo dell'Esercito delle Ande, prese parte nel 1820 alla spedizione in Perù guidata da José de San Martín. Nel corso di una missione Pringles venne fatto prigioniero dagli spagnoli presso Chancay dopo aver tentato di gettarsi nell'oceano pur di non cadere nelle mani nemiche. Fu imprigionato a Callao sino a quando questa città cadde nelle mani degli indipendentisti. Liberato, combatté a Junín e ad Ayacucho.
Prese poi parte alla guerra contro il Brasile distinguendosi nella battaglia di Ituzaingó. Con lo scoppio della guerra civile argentina tra federales ed unitarios Pringles si unì a quest'ultimo schieramento, allora guidato da Juan Lavalle. Prese parte alla campagna militare nella provincia di Buenos Aires combattendo a Las Palmitas agli ordini di Manuel Isidoro Suárez e poi partì alla volta della provincia di Córdoba, dove sotto il comando del generale José María Paz si batté a San Roque e a La Tablada. Nominato temporaneamente governatore della provincia di San Luis, riprese successivamente le armi combattendo a Oncativo. Promosso al grado di colonnello Pringles venne inviato nella sua provincia natale al fine di reclutare truppe fresche per conto dell'esercito unitario. Giunto nella cittadina di Río Cuarto venne avvisato dell'imminente attacco da parte delle truppe federali di Facundo Quiroga. Cercò quindi di organizzare le difese ma come i nemici vi fecero breccia, fu costretto a fuggire con i suoi uomini verso San Luis. Pochi giorni più tardi Pringles venne nuovamente sconfitto dalle truppe di Quiroga a San José del Morro. Ritiratosi ulteriormente verso ovest, venne raggiunto dall'avanguardia nemica lungo le rive del río Quinto e quivi fu costretto ad arrendersi. All'intimazione di consegnare la sua sciabola però Pringles rispose che lo avrebbe consegnato solo a Quiroga. L'ufficiale federale, che non lo aveva riconosciuto, gli sparò allora un colpo ferendolo mortalmente. Il cadavere di Pringles venne quindi portato al cospetto di Quiroga il quale, in segno di rispetto, lo coprì con il suo poncho non prima di aver redarguito l'ufficiale responsabile della morte del suo nemico.
I suoi resti riposano nella cattedrale di San Luis.

## Omaggi
La piazza principale di San Luis è intitolata a Pringles. Al centro di essa è stato costruito un monumento in memoria del militare, opera dello scultore italiano Raffaele Radogna, inaugurato il 12 ottobre 1912.
Nel luglio 1882 fu istituito nel sud della provincia di Buenos Aires il partido di Coronel Pringles. Il capoluogo di suddetto partido è la cittadina di Coronel Pringles.